# Diego Llorente
Diego Javier Llorente Ríos (pronunție în spaniolă [ˈdjeɣo ʎoˈɾente ˈri.os]; n. 16 august 1993, Madrid, Spania) este un fotbalist profesionist care joacă pentru Real Betis pe postul de fundaș central.

## Cariera
Născut în Madrid, Llorente s-a alăturat echipei de tineret a Real Madrid în iulie 2002, cu o lună înainte de a împlini 9 ani. În sezonul 2012-13, își face debutul pentru seniori, apărând cu Real Madrid C într-un egal 1-1 în deplasare împotriva Caudal Deportivo în Segunda División B.
La 24 martie 2013, Llorente a avut prima apariție cu Real Madrid Castilla, de pe banca de rezerve ca schimbare, intrând în locul lui Iván González, acesta din urmă fiind accidentat; meciul s-a terminat cu 4-0 acasă împotriva echipei Córdoba CF. La 11 mai a fost pe banca de rezerve la echipa mare, în La Liga într-un meci disputat împotriva celor de la RCD Espanyol, dar în cele din urmă a debutat în competiție la 1 iunie, înlocuindu-l pe Álvaro Arbeloa în ultimele minute ale întregului campionat, acasă împotriva echipei CA Osasuna.
La 14 iulie 2015, Llorente s-a mutat la filiala Rayo Vallecano, fiind împrumutat un sezon întreg. A marcat primul său gol la 3 ianuarie 2016, obținând scorul de 2-2, acasă, cu Real Sociedad. A început să joace ca titular, dar echipa lui a retrogradat.
La 8 iulie 2016, Llorente a fost împrumutat de Málaga CF.

## Carieră internațională
În mai 2016, Llorente a fost chemat la echipa națională spaniolă de antrenorul principal, Vicente del Bosque pentru un amical împotriva Bosniei și Herțegovina. A debutat târziu în aceeași lună, înlocuindu-l pe veteranul Cesc Fabregas în victoria cu 3-1 în fața Elveției.